# Persone di nome Jurij/Calciatori
| Questa pagina contiene informazioni ricavate automaticamente dalle voci biografiche con l'ausilio del template Bio e di un bot. L'aggiornamento è periodico e automatico e ricostruisce completamente la pagina. Se manca una persona in questa lista, sei pregato di non aggiungerla, ma accertati piuttosto che la sua voce biografica contenga il template Bio e che i dati anagrafici siano correttamente compilati. Se il template Bio manca, inseriscilo tu stesso o, in alternativa, metti l'avviso {{tmp\|Bio}} che ne segnala la mancanza. Se i dati riportati sono sbagliati, correggi direttamente la voce biografica; le modifiche saranno visibili in questa lista entro pochi giorni. Per chiarimenti vedi il progetto antroponimi. La lista contiene solo le 57 persone che sono citate nell'enciclopedia e per le quali è stato implementato correttamente il template Bio. Pagina aggiornata al 6 giu 2025. |

Questa è una lista di persone presenti nell'enciclopedia che hanno il nome Jurij e sono calciatori.

## A(3)
- Jurij Adžem, ex calciatore sovietico (Kerč', n. 1953)
- Jurij Aksënov, ex calciatore russo (Volgograd, n. 1973)
- Jurij Avruckij, calciatore sovietico (Vernoje, n. 1944 - Mosca, † 2009)

## B(5)
- Jurij Baturenko, ex calciatore e allenatore di calcio tagiko (Dušanbe, n. 1964)
- Jurij Bavin, calciatore russo (n. 1994)
- Jurij Beljaev, calciatore e allenatore di calcio sovietico (Mosca, n. 1934 - † 2019)
- Jurij Bondarenko, ex calciatore ucraino (Černihiv, n. 1972)
- Jurij Bušman, calciatore ucraino (Kiev, n. 1990)

## D(3)
- Jurij Degterëv, calciatore sovietico (Stalino, n. 1948 - Donetsk, † 2022)
- Jurij Djupin, calciatore russo (Barnaul, n. 1988)
- Jurij Dmytrulin, ex calciatore ucraino (Snihurivka, n. 1975)

## F(2)
- Jurij Falin, calciatore sovietico (Mosca, n. 1937 - Mosca, † 2003)
- Jurij Fomenko, ex calciatore ucraino (Kotelva, n. 1986)

## G(3)
- Jurij Gavrilov, ex calciatore e allenatore di calcio sovietico (Setun, n. 1953)
- Jurij Gazinskij, calciatore russo (Komsomol'sk-na-Amure, n. 1989)
- Jurij Gorškov, calciatore russo (Kondopoga, n. 1999)

## H(3)
- Jurij Habovda, ex calciatore ucraino (Mukačevo, n. 1989)
- Jurij Hrycyna, ex calciatore sovietico (Sjevjerodonec'k, n. 1971)
- Jurij Hudymenko, ex calciatore ucraino (Repubblica Socialista Sovietica Kirghiza, n. 1966)

## I(1)
- Jurij Istomin, calciatore sovietico (Charkiv, n. 1944 - † 1999)

## J(1)
- Jurij Jakovenko, ex calciatore ucraino (Montbéliard, n. 1993)

## K(7)
- Jurij Kirillov, calciatore russo (Ufa, n. 1990)
- Jurij Klymčuk, calciatore ucraino (Rogachi, n. 1997)
- Jurij Kolomojec', ex calciatore ucraino (Kryvyj Rih, n. 1990)
- Jurij Koval'ov, ex calciatore sovietico (Kazan', n. 1954)
- Jurij Kovalëv, calciatore sovietico (Orechovo-Zuevo, n. 1934 - Mosca, † 1979)
- Jurij Kurnenin, calciatore e allenatore di calcio sovietico (Orechovo-Zuevo, n. 1954 - Minsk, † 2009)
- Jurij Kuznecov, calciatore sovietico (Baku, n. 1931 - † 2016)

## L(1)
- Jurij Lodygin, calciatore russo (Vladimir, n. 1990)

## M(3)
- Jurij Mamaev, ex calciatore russo (Omsk, n. 1984)
- Jurij Maslakov, ex calciatore e ex giocatore di calcio a 5 russo (Novošachtinsk, n. 1957)
- Jurij Medveděv, calciatore ceco (Badamša, n. 1996)

## N(3)
- Jurij Nikitenko, ex calciatore e allenatore di calcio ucraino (Odessa, n. 1974)
- Jurij Nykyforov, ex calciatore sovietico (Odessa, n. 1970)
- Jurij Nyrkov, calciatore sovietico (Vyšnij Voločëk, n. 1924 - Mosca, † 2005)

## P(3)
- Jurij Pan'kiv, ex calciatore ucraino (Leopoli, n. 1984)
- Jurij Petrov, calciatore russo (Kryvyj Rih, n. 1974 - Tilburg, † 2023)
- Jurij Pudyšev, calciatore e allenatore di calcio sovietico (Kaliningrad, n. 1954 - Korolëv, † 2021)

## R(2)
- Jurij Romanjuk, calciatore ucraino (Oblast' di Volinia, n. 1997)
- Jurij Romens'kyj, ex calciatore sovietico (Mingachevir, n. 1952)

## S(6)
- Jurij Sauch, calciatore sovietico (Novoanninskij, n. 1951 - † 2021)
- Jurij Savičev, ex calciatore sovietico (Mosca, n. 1965)
- Jurij Sedov, calciatore sovietico (Mosca, n. 1929 - Mosca, † 1995)
- Jurij Sëmin, ex calciatore e allenatore di calcio sovietico (Orenburg, n. 1947)
- Jurij Smirnov, ex calciatore e allenatore di calcio sovietico (Saratov, n. 1947)
- Jurij Susloparov, calciatore e allenatore di calcio sovietico (Charkiv, n. 1958 - † 2012)

## T(2)
- Jurij Tarasov, calciatore ucraino (n. 1960 - † 2000)
- Jurij Tkačuk, calciatore ucraino (Charkiv, n. 1995)

## V(4)
- Jurij Vakulko, calciatore ucraino (Odessa, n. 1997)
- Jurij Vasenin, calciatore sovietico (Černjachovsk, n. 1948 - † 2022)
- Jurij Vojnov, calciatore e allenatore di calcio sovietico (Korolëv, n. 1931 - Kiev, † 2003)
- Jurij Všivcev, calciatore sovietico (Kirov, n. 1940 - † 2010)

## Č(1)
- Jurij Ivanovič Česnokov, calciatore sovietico (Kimry, n. 1952 - Mosca, † 1999)

## Š(1)
- Jurij Šikunov, calciatore e allenatore di calcio sovietico (Taganrog, n. 1939 - † 2021)

## Ž(3)
- Jurij Železnov, calciatore russo (Saransk, n. 2002)
- Jurij Žirkov, ex calciatore russo (Tambov, n. 1983)
- Jurij Žuravlëv, calciatore russo (Krasnodar, n. 1996)